# Marșul lui Radetzky

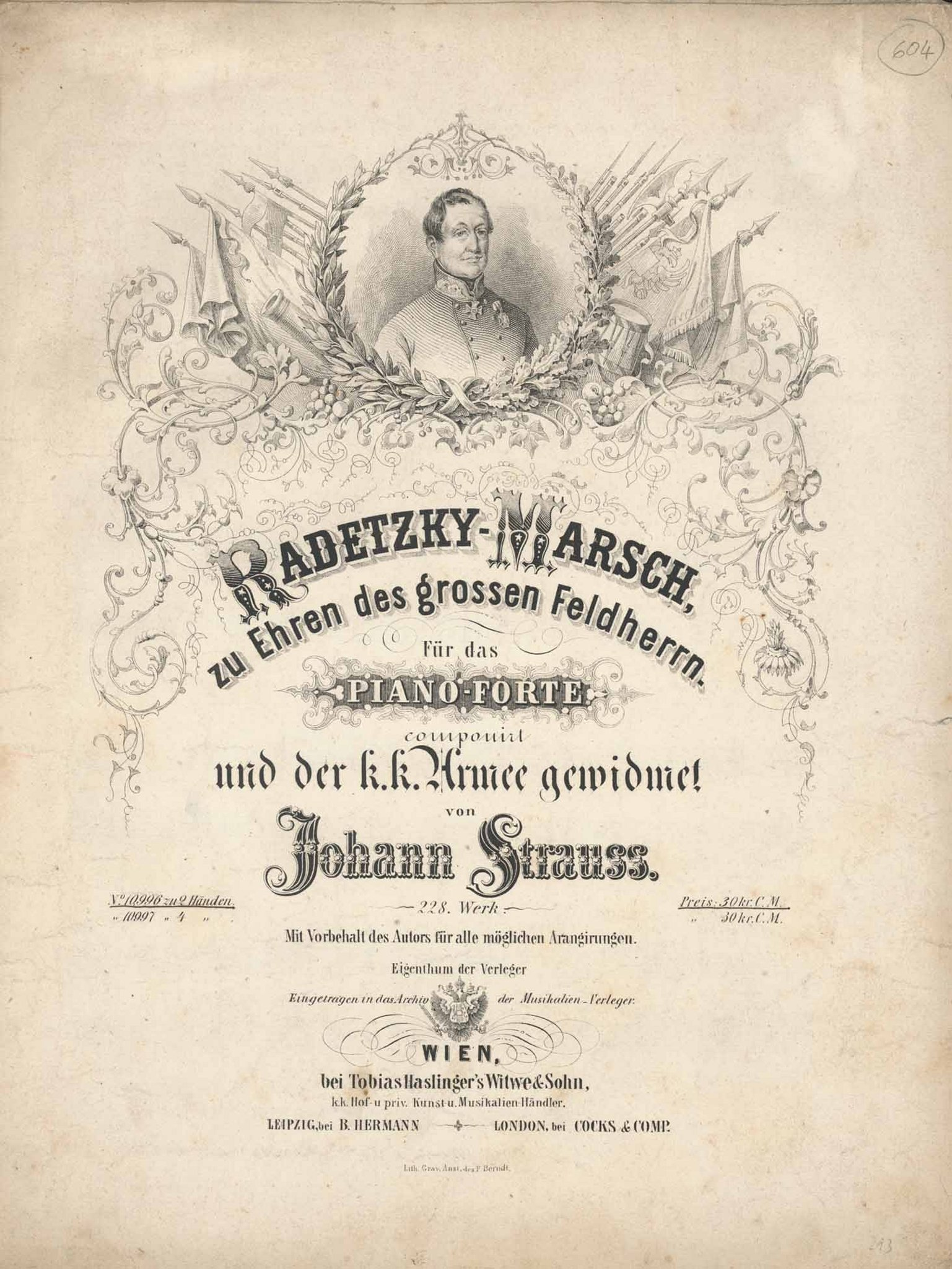
Johann Strauss tatăl: Radetzky Marsch, copertă (1848)

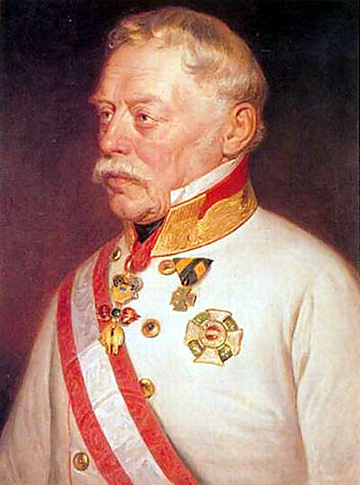
Joseph Radetzky von Radetz

Marșul lui Radetzky (în germană : Radetzkymarsch) este un marș compus în anul 1848 de Johann Strauß (tatăl), în onoarea feldmareșalului austriac Josef Wenzel Radetzky von Radetz, cu ocazia victoriei pe care armata aflată sub comanda acestuia a repurtat-o la Custozza⁠(en)[traduceți] în contra revoluționarilor italieni. Prima audiție a marșului a avut loc pe 31 august 1848, la Viena. 
Marșul a câștigat prin ritmul său marcant (trei anapești și un iamb) o valoare simbolică pentru Austro-Ungaria, unde a dobândit cea mai mare popularitate. 
Piesa face parte, tradițional, din programul Concertului de Anul Nou al Filarmonicii din Viena. Excepție a făcut anul 2005, când marșul respectiv a fost scos din program din compasiune și respect față de victimele cutremurului din Asia de Sud-Est.